# Galería de Arte Moderno de Glasgow
LA Galería de Arte Moderno de Glasgow (Gallery of Modern Art en inglés, también conocido como GoMA) se inauguró en el año 1996, en uno de los edificios más icónicos de Glasgow (Escocia) situado en la “ Royal Exchange Square”, una plaza en el centro de la ciudad. 

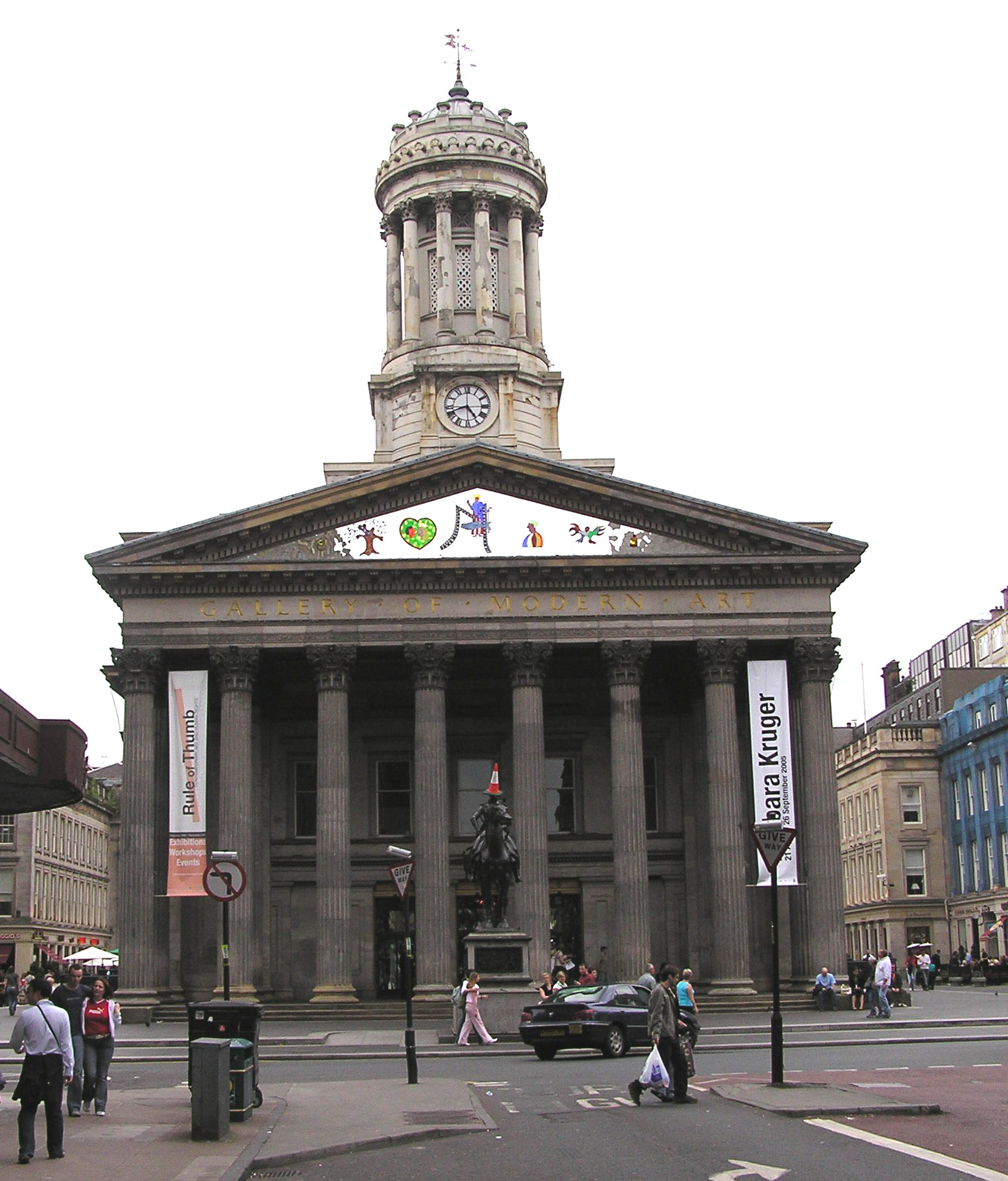
Entrada a la Galería de Arte Moderno

El GoMA dedica sus salas a diferentes exposiciones temporales de arte moderno, de vanguardia, tanto de artistas locales como internacionales desde mediados de los 50 hasta el presente. Los materiales expuestos son de gran variedad: pintura, escultura, fotografías o videos, entre otros. Aparte de estas exposiciones, también organizan diversos talleres para niños y adultos. 
La entrada al museo es gratuita aunque existe la opción de dejar una donación a la salida de este.
Según la asociación ALVA (Association of Leading Visitor Attractions), el GoMA es la galería de arte moderno más visitada de Escocia, con un total de 595,977 visitas en 2012.

## Historia
El edificio en el que se hospeda la Gallería de Arte Moderno es de estilo neoclásico. En sus orígenes era una mansión construida en 1778 para uno de los comerciantes transatlánticos de tabaco más ricos del siglo XVIII de Glasgow, el barón William Cunninghame de Lanishaw, con un coste de 10.000 libras. 
Después de la muerte de Cunninghame, el edificio ha pasado por diferentes instituciones y usos. En 1817 fue adquirido por el “Royal Bank of Scotland”, y cuando este se trasladó a otro emplazamiento, el lugar pasó a ser la sede del “Royal Exchange” durante más de 100 años, donde los comerciantes se reunían para tratar temas de interés como las materias primas, el transporte de mercancías o los seguros de este. En esta etapa, el edificio pasó por un proceso de reformas entre 1827 y 1832 dirigidas por David Hamilton. Se añadieron entonces las columnas corintias de la fachada de la entrada de “Queen Street”, la cúpula y un amplio hall en la parte trasera. En 1880 se instaló aquí la primera central telefónica de Glasgow para el uso de los mercaderes, pero una vez se popularizó el teléfono doméstico, ya no hubo necesidad de mantener el edificio de la “Royal Exchange”.
En 1949 la “Glasgow Corporation” compró el edificio y en 1954 la asociación de Bibliotecas del Distrito de Glasgow trasladó allí la Biblioteca de Stirling. Cuando esta volvió a su localización inicial en la calle Miller, el edificio se acondicionó en 1996 para albergar la Galería de Arte Moderno que es ahora, año en el finalmente se inauguró. La artista Niki de Saint Phalle tomó parte en la decoración del hall y el tímpano.
Del edificio original, la mansión de Cunninghame, se conservan algunos detalles en el interior, como por ejemplo en el atrio elíptico (también usado como galería) con una claraboya en el techo y sus detalles en yeso.

## El museo hoy
La Galería de Arte Moderno no tiene una colección propia como tal, pues las colecciones pertenecen los Museos de Glasgow. En cambio, organiza exposiciones temporales de estas y de otros artistas escoceses, británicos o extranjeros. El edificio tiene tres plantas en las que se articulan las salas de exposición. Las galerías uno, dos y cuatro están disponibles para el alquiler y realización de eventos tales como recepciones. La galería uno tiene una capacidad de 150 personas máximo, mientras que la dos y la cuatro son de 100. El GoMa tiene una biblioteca propia de libre acceso con libros sobre arte y diseño en el sótano, junto con una cafetería y una tienda de recuerdos acorde con las exposiciones del momento.
Además de las exposiciones, el GoMA cuenta con Estudi de Educación y Acceso (Education and Access studio) desde el que se emprende toda una programación anual para familias, niños y adultos, como pueden ser talleres o charlas de artistas invitados, entre otras muchas actividades. El trabajo que resulta de estos talleres después es expuesto en el mismo museo. Por ejemplo, todos los sábados se reúne el Club de Arte de los Sábados (Saturday Art Club) para familias con niños en el que hacen diferentes actividades cada semana. También se organizan los GoMA Bites mensualmente, un taller dirigido a los adultos.

## Niki de Saint Phalle y el GoMA

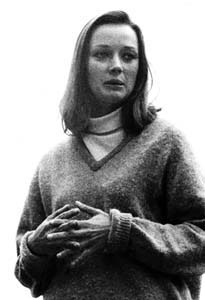
Niki de Saint Phalle (1964) by Erling Mandelmann

Niki de Saint Phalle es una controvertida artista francesa conocida por sus coloristas esculturas que contribuyó en la década de los 60 del siglo XX en el aspecto que ahora ofrece la Galería de Arte Moderno, tanto en el exterior como en su interior. Julian Spaulding, director de los Museos de Glasgow entre 1989 y 1998, le encargó en 1996 la creación de una entrada en el hall y la decoración del tímpano. La entrada de Saint Phalle consiste en una habitación cubierta por fragmentos de espejo de diversas formas y tamaños formando un mosaico.
En cuanto al diseño del tímpano, durante la correspondencia que mantuvieron Saint Phalle y Spaulding se puede ver como la propuesta original era realizar una serie de esculturas móviles. Esta idea se desechó al final y se optó por un mosaico en dos dimensiones. El proyecto del tímpano tuvo varios detractores, entre ellos el Dr. Gavin Stamp, por aquel entonces miembro de la Escuela de Arte de Glasgow, quien argumentaba que dicho mosaico rompería con la estética neo-clásica del histórico edificio. Al final se llegó a un acuerdo y los trozos de piedra que se extrajeron del tímpano para poder asegurar el mosaico a este se guardaron en caso de que el mosaico no fuera del agrado de la opinión pública, aunque a día de hoy aún sigue en pie y es uno de los rasgos más característicos del museo. 
El mosaico en sí cuenta la historia de San Mungo, patrón de Glasgow, acompañado por el pez, el árbol, la campana y el pájaro, iconos de sus milagros. También incorporó elementos referentes a la traición y el adulterio, en sintonía con sus ideales feministas. 
Además, Niki de Saint Phalle regaló a la ciudad en 1993 dos de sus esculturas, ‘Altar del Gato Muerto’, de sus series de creaciones hechas a base de disparos de pintura, y “El Gran Demonio”.

### La donación de Eric y Jean Cass
Estos dos amantes y coleccionistas de arte donaron en 2012 a los Museos de Glasgow a través de la Sociedad de Arte Contemporáneo un total de 13 esculturas, una litografía y una serie de libros didácticos de pequeño formato para la prevención de enfermedades de transmisión sexual , entre otros escritos de Niki de Saint Phalle. Estos están en exposición en el GoMA desde el 16 de noviembre de 2012 hasta el 16 de febrero de 2014.

## Estatua ecuestre del duque de Wellington
La estatua ecuestre del Duque de Wellington, obra del artista italiano Carlo Marochetti, fue erigida frente de la entrada del edificio que hoy alberga la Galería de Arte Moderno en 1844. Esta estatua suele estar coronada con un cono de tráfico, convirtiéndose así en uno de los símbolos de la ciudad, tema de postales y recuerdos. Aunque el ayuntamiento se ha encargado de quitar el cono y advertido del daño que este puede causar a la estatua en diversas ocasiones, este es puesto una y otra vez. Se cree que esta tradición que empezó con una broma se remonta a unos 20 años atrás.